# Modylion

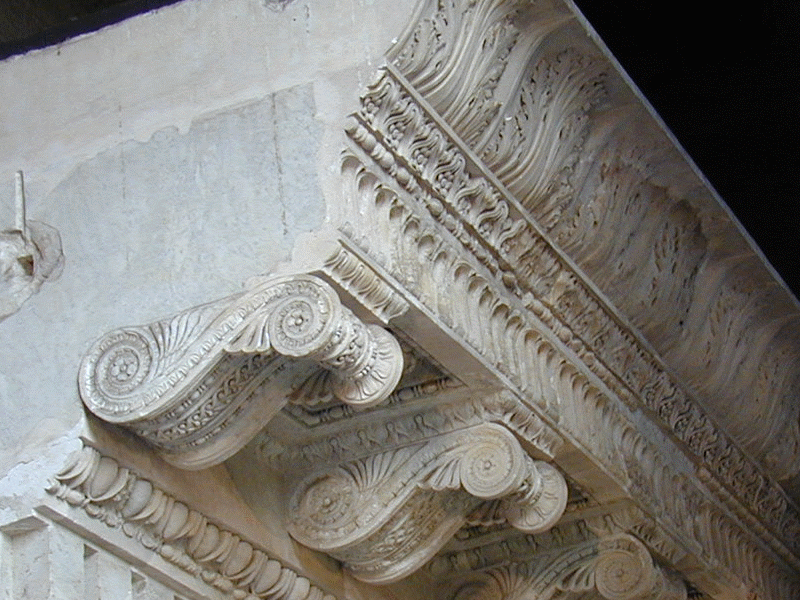
Modylion

Modylion (fr. modillon, wł. modiglione) – rodzaj ozdobnego wspornika, kroksztynu, w kształcie poziomej wolutowej konsoli lub esownicy ozdobionej liściem akantu oraz ornamentem łuskowym. Modyliony są charakterystyczne dla sztuki antycznej, zwykle podtrzymywały gzyms wieńczący.
W starożytności występował w porządku korynckim i kompozytowym oraz we wzorowanych na nich nowożytnych stylach – zwłaszcza w renesansie i baroku. Pomiędzy modylionami umieszczone były kasetony. Określenie modylion jest w użyciu od XVI wieku.